# سیارک ۴۵۶۰
سیارک ۴۵۶۰ (به انگلیسی: 4560 Klyuchevskij، نامگذاری:1976YD2) چهار هزار و پانصد و شصتمین سیارک کشف شده‌است که در ۱۶ دسامبر ۱۹۷۶ کشف شد.
قدر مطلق سیارک برابر ۱۱٫۹۰ است.